# Ala Al-Sasi
Ala Al-Sasi (en árabe: لاعب كرة قدم يمني ينتمي‎, Yemen, 2 de julio de 1987) es un futbolista yemení que juega como medio centro en el equipo yemení Al-Ahli San'a. También ha jugado por la Selección de fútbol de Yemen en varios amistosos y ha sido seleccionado nacional para las clasificatorias para la Copa Mundial de Fútbol de 2010 y 2014.

## Goles con la Selección
| # | Fecha                 | Lugar                | Adversario                                        | Goles | Resultado final | Competición                            | Refs. |
| - | --------------------- | -------------------- | ------------------------------------------------- | ----- | --------------- | -------------------------------------- | ----- |
| 1 | 20 de enero de 2007   | Bin Zayed, Abu Dhabi | Selección de fútbol de los Emiratos Árabes Unidos | 1-2   | 1-2             | Copa de las naciones del golfo de 2007 |       |
| 2 | 15 de enero de 2010   | Ali Muhesen, Sana´a  | Selección de fútbol de Kenia                      | 2     | 3-1             | Amistoso                               |       |
| 3 | 13 de octubre de 2010 | India                | Selección de fútbol de la India                   | 3     | 6-3             | Amistoso                               | [ 3 ] |
| 4 | 28 de octubre de 2010 | Aden                 | Selección de fútbol de Senegal                    | 4-1   | 4-1             | Amistoso                               |       |

## Títulos
- Liga yemeni (2006-07)
- Copa de Yemen (2009-10)